# Oplismenus
Oplismenus é um género botânico pertencente à família Poaceae.